# Landturm (Niederstetten)
Landturm ist ein Wohnplatz auf der Gemarkung des Niederstettener Stadtteils Wildentierbach im Main-Tauber-Kreis im fränkisch geprägten Nordosten Baden-Württembergs.

## Geographie
Der Wohnplatz befindet sich etwa zwei Kilometer ostsüdöstlich von Wildentierbach. Nach nur etwa 250 Metern im Südosten folgt der Weiler Heimberg.

## Geschichte
Im Bereich des Wohnplatzes verlief die im 15. Jahrhundert erbaute Rothenburger Landhege.
Der Wohnplatz kam als Teil der ehemals selbständigen Gemeinde Wildentierbach am 1. Februar 1972 zur Stadt Niederstetten.

## Kulturdenkmale
Kulturdenkmale in der Nähe des Wohnplatzes sind in der Liste der Kulturdenkmale in Niederstetten verzeichnet.

## Verkehr
Der Ort ist über die K 2891 zu erreichen.